# Marshall Clagett
Marshall Clagett, né le 23 janvier 1916 à Washington et mort le 21 octobre 2005 à Princeton, est un historien américain des sciences spécialisé dans les sciences médiévales. John Murdoch le décrit comme « un médiéviste distingué » qui a été « le dernier membre d'un triumvirat [avec Henry Guerlac et I. Bernard Cohen, qui]… a établi l'histoire des sciences en tant que discipline reconnue dans les universités américaines », alors qu'Edward Grant le classe « parmi les plus grands historiens et érudits du XXe siècle »,. 

## Carrière
Clagett commence ses études de premier cycle en 1933 au California Institute of Technology. En 1935, il passe à l'université George-Washington, où il termine son baccalauréat et en 1937, sa maîtrise. Il étudie ensuite l’histoire à l'université Columbia avec Lynn Thorndike, où il obtient son doctorat en 1941. Après avoir obtenu son diplôme, il entre dans la marine américaine en tant qu'enseigne et, après avoir servi dans le Pacifique et à Okinawa, il est démobilisé en 1946 avec le grade de lieutenant commander. 
Après une année à l'université Columbia en tant qu’instructeur d’histoire et d’histoire des sciences, Clagett rejoint le département d’histoire des sciences de l’université du Wisconsin à Madison, où il devient professeur "Vilas" de recherche[pas clair]. De 1959 à 1964, il est également directeur de l'Institut de recherche en sciences humaines de l'université. Il y organise une conférence influente sur les « problèmes critiques de l'histoire des sciences » et édite le volume de travail inédit qui en résulte,. 
Clagett occupe deux postes de visite (1958-1959 et 1963) à la School of Historical Studies de l'Institute for Advanced Study de Princeton, dans le New Jersey. En 1964, il est nommé à titre permanent au département d'études historiques (la School of Historical Studies) de la faculté. 
Il écrit plus d'une douzaine d'ouvrages sur l'histoire des sciences, plusieurs d'entre eux portant sur le rôle des mathématiques dans la philosophie naturelle et les mathématiques pures. Clagett devient professeur émérite en 1986. Il poursuit ses recherches et ses écrits en complétant trois des quatre volumes prévus de Ancient Egyptian Science. 
Peter Goddard, directeur de l'Institute for Advanced Study, a déclaré en hommage : « Marshall Clagett a apporté une intensité et une vitalité à son domaine d'étude. L'influence de son œuvre a eu un impact indélébile sur l'histoire de la science médiévale, et la profondeur et la clarté de son travail universitaire a illuminé notre compréhension de sujets aussi divers que la physique médiévale et l'égyptologie. »,.

## Travaux
Les recherches de Clagett suivent deux axes principaux : Archimède d'une part, et l’histoire de la science de l’Égypte antique d'autre part.
Clagett est l'un des chercheurs les plus renommés à propos d'Archimède, notamment l’étude de la réception d’Archimède au Moyen Âge. Ainsi son travail académique principal est Archimedes in the Middle Ages en cinq volumes. Le premier volume est paru en 1964 et le dernier en 1984. Clagett a étudié la vie et la réception d'Archimède dans l'Antiquité, dans l'Empire byzantin et au Moyen Âge européen jusqu'à la Renaissance. 
Il s'est par ailleurs intéressé à la science de la mécanique au Moyen-Âge, notamment avec l'étude de plusieurs traités sur la science du poids médiévale (la Scientia de ponderibus) et les travaux de Jordanus Nemorarius.
Son livre Nicole Oresme and the Medieval Geometry of Qualities and Motions s'appuie sur les 14 manuscrits existant et analyse les sources citées et utilisées par Oresme. Clagett montre l'influence importante de sa doctrine en Italie et son impact très probable sur les travaux de Galilée, dont il est ainsi un prcéurseur ; il conforte en cela les précédents travaux de Pierre Duhem.

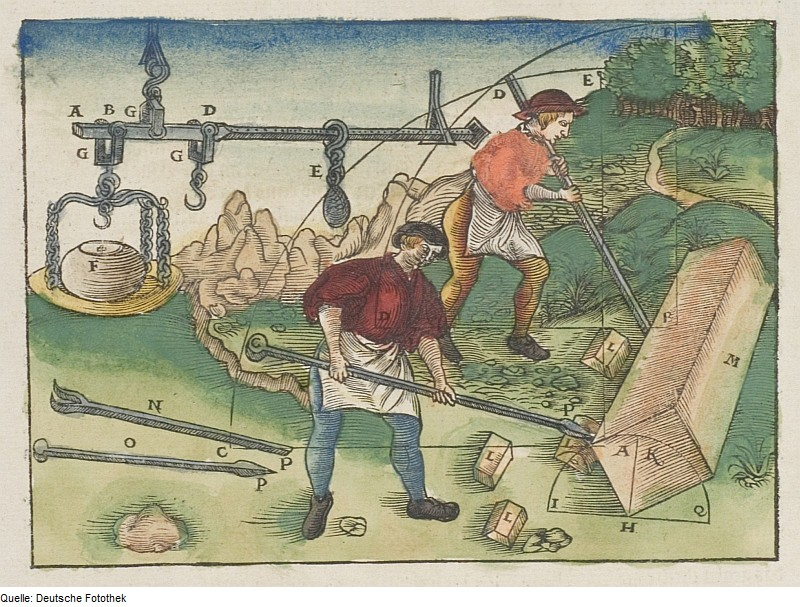
Scientia de ponderibus : leviers et balance romaine. Walther Hermann Ryff. 1547.

Dans The Science of Mechanics in the Middle Ages, il commence par retracer l'état de la mécanique depuis l'Antiquité tardive : de la Mechanica d'Aristote à l'époque de Galilée, en passant par les avancées d'Archimède et Héron d'Alexandrie, avec en point d'orgue le De ratione ponderis de Jordanus de Nemore. Clagett propose aussi les textes originaux, souvent difficilement accessibles, et leur traduction en anglais, à une époque où le sujet est fortement influencé par le travail fondateur de Pierre Duhem dans ses ouvrages Origines de la Statique et Études sur Léonard de Vinci datant du début du XXe siècle. Clagett affirme que « Les investigations de Duhem sont si riches ... que ... sa succession dans l'étude de la mécanique médiévale a été largement consacrée à une extension ou une réfutation du travail de Duhem. »,,.
Le deuxième axe de travail est l’histoire de la science de l’Égypte antique. Dans ce domaine, Clagett a publié à partir de 1989 la série en quatre volumes Ancient Egyptian Science. A Source Book. Il a travaillé sur le quatrième et dernier volume au moment de sa mort. Il étudie entre autres le Papyrus Berlin 6619, le Papyrus d'El-Lahoun et le Papyrus Rhind.
Clagett a également traité de la tradition médiévale des Éléments d'Euclide et s’est distingué comme l’un des premiers traducteurs de la version latine d'Adélard de Bath en trois versions.

## Prix et distinctions
Marshall Clagett reçoit en 1960 le prix Pfizer décerné par l’History of Science Society pour son ouvrage Science of Mechanics in the Middle Ages.
En 1969, il est lauréat de la médaille Charles Homer Haskins (en) de l'Académie médiévale d'Amérique ; en 1980, il reçoit la médaille George Sarton de l’History of Science Society ; en 1981, il est lauréat du prix John Frederick Lewis de la Société américaine de philosophie et la médaille Alexandre-Koyré de l'Académie internationale d'histoire des sciences pour son Archimède au Moyen Âge.
En 1989, il reçoit à nouveau le prix Lewis pour le premier volume de Ancient Egyptian Science puis en 1995, il est lauréat de l'un des deux prix européens Giovanni Dondi dall'Orologio nouvellement créés en histoire de la science, de la technologie et de l'industrie, décernés en reconnaissance de leur longue carrière en histoire de la science. En 1996, il est le lauréat de la 35e édition du prix international Galileo Galilei, décerné par la Fondation des prix du Rotary italien pour les contributions exceptionnelles d’un érudit étranger à l’étude et à la diffusion de la culture italienne. 
Il est membre de la Medieval Academy of America, de l'Académie américaine des arts et des sciences (1956) et ancien président de l’History of Science Society ; il est membre (1960) et ancien vice-président de la Société américaine de philosophie. Il est également membre de la Gesellschaft für die Geschichte der Wissenschaften, der Medizin und der Technik (de) et de l'Académie internationale d'histoire des sciences, dont il est le vice-président de 1968 à 1971.

## Sélection de publications
- 1942 - Giovanni Marliani and Late Medieval Physics[20].
- 1953 - « Medieval Latin Translations from the Arabic of the Elements of Euclid, with Special Emphasis on the Versions of Adelard of Bath », Isis 44 : 16–42.
- 1955 - Greek Science in Antiquity. New York: Abelard-Schuman, 1955, édition révisée, New York: Collier Books, 1963.
- 1959 - The Science of Mechanics in the Middle Ages, Presses de l'Université du Wisconsin[21],[22],[23].
- 1959 - (ed.) Critical Problems in the History of Science . Madison, WI: Presses de l'Université du Wisconsin.
- 1959 - "The Impact of Archimedes on Medieval Science", Isis 50 : 419–429. Réimprimé dans The Scientific Enterprise in Antiquity and the Middle Ages, éd. Michael H. Shank, Chicago: Presses de l'Université de Chicago, 2000, p. 337–347.
- 1961 - (éd. Avec Gaines Post et Robert Reynolds) Twelfth-Century Europe and the Foundations of Modern Society. Madison, WI: Presses de l'Université du Wisconsin.
- 1964-1984 - Archimedes in the Middle Ages, 5 vols sur 10 volumes. Madison, WI: Presses de l'Université du Wisconsin, 1964; Philadelphie: American Philosophical Society, 1967-1984[24],[25],[26].
- 1968 - (en) Marshall Clagett, Nicole Oresme and the Medieval Geometry of Qualities and Motions, Madison, Univ. of Wisconsin Press, 1968, 713 p. (ISBN 0-299-04880-2).
- 1989-99 - Ancient Egyptian Science: A Source Book, 3 vols. Philadelphie: Société philosophique américaine. 
  - Ancient Egyptian Science, A Source Book, vol. 2, Calendars, Clocks and Astronomy, American Philosophical Society, 1995.
  - (en) Marshall Clagett, Ancient Egyptian Science, A Source Book. Volume Three : Ancient Egyptian Mathematics, American Philosophical Society, coll. « Memoirs of the American Philosophical Society », 1999, 462 p. (ISBN 978-0-87169-232-0, lire en ligne)[27].